# John C. Carney, Jr.
John Charles Carney, Jr. (nascido em 20 de maio de 1956) é um político do Delaware. É o representante do distrito at-large do Delaware no Congresso. Ele é membro do Partido Democrata. Antes de ser representante, ele foi vice-governador de Delaware entre 2001 a 2009. Antes disso, atuou como secretário das Finanças do Delaware. Em 2008 se candidatou a governador, perdendo para o governador Jack Markell com 49% a 51%. Em 2016, voltou a candidatar-se a governador do estado for tendo ganho.
Foi eleito representante do Delaware em 2010, com 173.543 votos (56,78%), a 125.442 votos (41,04%) do republicano Glen Urquhart.